# Нимфетка
Нимфе́тка — сексуально привлекательная девочка-подросток. Слово получило широкое распространение благодаря роману Владимира Набокова «Лолита». По определению Владимира Шахиджаняна, нимфетка — это девочка-подросток с явными признаками начавшегося раннего полового созревания.

## Трактовки
В романе «Лолита» (часть 1, глава 5) главный герой Гумберт Гумберт использует слово «нимфетка» для описания девочек, к которым он испытывает влечение:
В возрастных пределах между девятью и четырнадцатью годами встречаются девочки, которые для некоторых очарованных странников, вдвое или во много раз старше них, обнаруживают истинную свою сущность — сущность не человеческую, а нимфическую (т. е. демонскую); и этих маленьких избранниц я предлагаю именовать так: нимфетки.
С точки зрения Гумберта, не всякая девочка является нимфеткой. Характерным воплощением нимфетки для Гумберта является Долорес Гейз, которую он называет Лолита.
В настоящее время имя «Лолита» стало нарицательным и часто используется как синоним слову «нимфетка». При этом возрастные границы обоих понятий часто определяются шире, чем в романе Набокова. Часто слово «нимфетка» употребляется просто для обозначения возрастной группы;
В английском языке слово «нимфетка» (англ. nymphet) впервые упоминается в 1612 году в стихотворении современника Шекспира Майкла Дрейтона «Поли-Ольбион», посвящённого поэтическому описанию географии Англии и Уэльса. В этом стихотворении слово «нимфетка» означает просто «маленькая нимфа».

## Оценки понятия
На протяжении истории брачный возраст и возраст сексуального согласия в некоторых странах устанавливался на уровне 10-12 лет. В некоторых странах браки взрослых мужчин с девочками 9-12 лет распространены и сегодня и влекут за собой ряд тяжёлых негативных последствий для жизни девочек.
С точки зрения современной медицины, сексуальное предпочтение девочек допубертатного и раннепубертатного возраста является одним из расстройств сексуального предпочтения — педофилией. Диагностические критерии в классификациях разных научных школ и разных лет различаются: американские психиатры относят к педофилии только влечение к допубертатным детям в возрасте 12 лет и младше, МКБ-10 — к детям и подросткам до 14 лет. При этом, по мнению некоторых специалистов, «истинную педофилию» следует отличать от нереализуемых педофильных устремлений, которые широко распространены в обществе.
К рассуждениям, похожим на рассуждения героя романа «Лолита», прибегают в том числе мужчины, осуществляющие сексуальное насилие над детьми, для оправдания своих действий. При этом не все такие люди являются педофилами, то есть их влечение направлено не только или не преимущественно на детей. Как отмечает психотерапевт Рич Сноудон, мужчины, совершившие инцест, часто описывают своих жертв словами «нимфетка» и «лолита». Как и Гумберт, они приписывают своим жертвам-детям большую власть над собой и перекладывают на них ответственность за собственные действия.